# Kuwaiti Premier League
Kuwaiti Premier League – najwyższa piłkarska klasa rozgrywkowa klubów w Kuwejcie. Rozgrywki ligi toczą się pod patronatem Kuwejckiego Związku Piłki Nożnej. Zwycięzca rozgrywek otrzymuje tytuł mistrza Kuwejtu, a najsłabsze drużyny są degradowane do Kuwejckiej 1. ligi.

## Drużyny w sezonie 2017/2018
- Al-Arabi
- Al Jahra
- Al Kuwait
- Al Nasar
- Al Qadsia
- Al Salmiya
- Al Tadhamon
- Kazma SC

## Mistrzowie
| Sezon   | Mistrz        |         | Sezon      | Mistrz |
| ------- | ------------- | ------- | ---------- | ------ |
| 1961/62 | Al-Arabi      | 1991/92 | Al Qadsia  |        |
| 1962/63 | Al-Arabi      | 1992/93 | Al-Arabi   |        |
| 1963/64 | Al-Arabi      | 1993/94 | Kazma SC   |        |
| 1964/65 | Al Kuwait     | 1994/95 | Al Salmiya |        |
| 1965/66 | Al-Arabi      | 1995/96 | Kazma SC   |        |
| 1966/67 | Al-Arabi      | 1996/97 | Al-Arabi   |        |
| 1967/68 | Al Kuwait     | 1997/98 | Al Salmiya |        |
| 1968/69 | Al Qadsia     | 1998/99 | Al Qadsia  |        |
| 1969/70 | Al-Arabi      | 1999/00 | Al Salmiya |        |
| 1970/71 | Al Qadsia     | 2000/01 | Al Kuwait  |        |
| 1971/72 | Al Kuwait     | 2001/02 | Al-Arabi   |        |
| 1972/73 | Al Qadsia     | 2002/03 | Al Qadsia  |        |
| 1973/74 | Al Kuwait     | 2003/04 | Al Qadsia  |        |
| 1974/75 | Al Qadsia     | 2004/05 | Al Qadsia  |        |
| 1975/76 | Al Qadsia     | 2005/06 | Al Kuwait  |        |
| 1976/77 | Al Kuwait     | 2006/07 | Al Kuwait  |        |
| 1977/78 | Al Qadsia     | 2007/08 | Al Kuwait  |        |
| 1978/79 | Al Kuwait     | 2008/09 | Al Qadsia  |        |
| 1979/80 | Al-Arabi      | 2009/10 | Al Qadsia  |        |
| 1980/81 | Al Salmiya    | 2010/11 | Al Qadsia  |        |
| 1981/82 | Al-Arabi      | 2011/12 | Al Qadsia  |        |
| 1982/83 | Al-Arabi      | 2012/13 | Al Kuwait  |        |
| 1983/84 | Al-Arabi      | 2013/14 | Al Qadsia  |        |
| 1984/85 | Al-Arabi      | 2014/15 | Al Kuwait  |        |
| 1985/86 | Kazma SC      | 2015/16 | Al Qadsia  |        |
| 1986/87 | Kazma SC      | 2016/17 | Al Kuwait  |        |
| 1987/88 | Al-Arabi      | 2017/18 | Al Kuwait  |        |
| 1988/89 | Al-Arabi      |         |            |        |
| 1989/90 | Al Jahra      |         |            |        |
| 1990/91 | bez rozgrywek |         |            |        |

## Statystyka
| Lp. | Klub       | Liczba tytułów | Zwycięskie sezony |
| --- | ---------- | -------------- | --- |
| 1.  | Al Qadsia  | 17             | 1968/69, 1970/71, 1972/73, 1974/75, 1975/76, 1977/78, 1991/92, 1998/99, 2002/03, 2003/04,2004/05, 2008/09, 2009/10, 2010/11, 2011/12, 2013/14, 2015/16 |
| 2.  | Al-Arabi   | 16             | 1961/62, 1962/62, 1963/64, 1965/66, 1966/67, 1969/70, 1979/80, 1981/82, 1982/83, 1983/84, 1984/85, 1987/88, 1988/89, 1992/93, 1996/97, 2001/02         |
| 3.  | Al Kuwait  | 14             | 1964/65, 1967/68, 1971/72, 1973/74, 1976/77, 1978/79, 2000/01, 2005/06, 2006/07, 2007/08, 2012/13, 2014/15, 2016/17, 2017/18                           |
| 4.  | Kazma SC   | 4              | 1985/86, 1986/87, 1993/94, 1995/96 |
| 4.  | Al Salmiya | 4              | 1980/81, 1994/95, 1997/98, 1999/00 |
| 6.  | Al Jahra   | 1              | 1989/90 |